# Stammliste des Hauses Burgund (Portugal)
Die Stammliste des Hauses Burgund (Portugal) enthält die in der Wikipedia vertretenen Personen und wichtige Zwischenglieder des ersten portugiesischen Königshauses, einer Linie des Älteren Hauses Burgund. Die Herrschaft der Burgunder in Portugal dauerte von 1093 bis 1383. Bei den späteren portugiesischen Dynastien Avis und Braganza handelt es sich um Bastardlinien des portugiesischen Hauses Burgund.

## Stammliste
1. Heinrich (wohl 1066–1112), Graf von Portugal (Vorfahren siehe Älteres Haus Burgund); ⚭ 1093/95 Teresa (1080–1130), Königin von Portugal, Tochter von Alfons VI. (1037–1109), König von Kastilien und León (Haus Jiménez)
  1. Afonso Henriques (1094–1108)
  2. Urraca Henriques (* 1095); ⚭ 1120 Bermudo Péres de Trava, Graf von Trastámara
  3. Sancha Henriques (1097–1163); ⚭ (I) Sancho Nunes de Celanova, ⚭ (II) ca. 1147 Ferdinand Mendes, Herr von Bragança
  4. Theresa Henriques (* 1098)
  5. Heinrich (Henrique) (1106–1110)
  6. Alfons I. (1109–1185), Graf und ab 1139 König von Portugal; ⚭ 1146 Mathilde (Mafalda, 1125–1157), Tochter von Amadeus III. (1092–1148), Graf von Savoyen und Maurienne (Haus Savoyen)
    1. (illegitim) Afonso (* um 1135–1207); Großmeister des Johanniterordens
    2. (illegitim) Fernando Afonso (um 1138 – nach 1172); 1166–1169 Alferes-mor (Befehlshaber der königlichen Streitkräfte) von Portugal
    3. Henrique (*/† 1147)
    4. Mafalda (*/† 1148)
    5. Urraca (1151–nach 1211); ⚭ 1160 Ferdinand II. (1137–1188), König von León (Haus Burgund-Ivrea, Ehe annulliert)
    6. Sancho I. (1154–1211), König von Portugal; ⚭ 1175 Dulce von Barcelona (1160–1198), Tochter von Raimund Berengar IV. (um 1113–1162), Graf von Barcelona (Haus Barcelona)
      1. Teresa (um 1178–1250); ⚭ Alfons IX. (1171–1230), König von León (Haus Burgund-Ivrea)
      2. Sancha (1180–1229), Äbtissin von Lorvão, 1705 seliggesprochen
      3. Raimundo (um 1180–1189)
      4. Constança (1182–1202)
      5. Alfons II. (1185–1223), König von Portugal; ⚭ 1208 Urraca von Kastilien (1186/87–1220), Tochter von Alfons VIII. (1155–1214), König von Kastilien (Haus Burgund-Ivrea)
        1. Sancho II. (1207–1248), König von Portugal; ⚭ nach 1240 Mécia Lópes de Haro (um 1215 – um 1270), Tochter von Lope Díaz II de Haro († 1236), Herr von Biscaya (Haus Haro)
        2. Alfons III. (1210–1279), König von Portugal; ⚭ (I) bis 1239 Mathilde von Dammartin (um 1200–1259), Tochter von Rainald I. von Dammartin († 1227), Graf von Boulogne, Dammartin, Aumale und Mortain (Haus Mello); ⚭ (II) 1253 Beatrix von Kastilien (1242–1303), Tochter von Alfons X. (1221–1284), König von Kastilien und römisch-deutscher (Gegen-)König (Haus Burgund-Ivrea)
          1. (I) Roberto (* 1239)
          2. (illegitim) Martím Afonso, genannt „Chichorro“ (1249–1299)
          3. (II) Branca (1259–1321), Nonne
          4. (II) Fernando (1260–1262)
          5. (II) Dionysius (1261–1325), König von Portugal; ⚭ 1282 Elisabeth von Aragón (1271–1336), 1625 heiliggesprochene Tochter von Peter III. (1240–1285), König von Aragón (Haus Barcelona)
            1. (illegitim) João Afonso, Herr von Lousã (1280–1325)
            2. (illegitim) Pedro Afonso, dritter Graf von Barcelos (1287–1345)
            3. (illegitim) Afonso Sanches, Graf von Albuquerque und Herr von Vila do Conde (vor 1289–1329); ⚭ Teresa Martíns de Menezes, fünfte Herrin von Albuquerque
            4. (illegitim) Maria Afonso (1290–1340); ⚭ João Afonso de Lacerda, Herr von Gibraleon
            5. Constanca (1290–1313); ⚭ 1302 König Ferdinand IV. von Kastilien (Haus Burgund-Ivrea)
            6. Alfons IV. (1291–1357), König von Portugal; ⚭ 1309 Beatrix von Kastilien (1293–1359), Tochter von Sancho IV. (1257/58–1295), König von Kastilien (Haus Burgund-Ivrea)
              1. Maria (1313–1357); ⚭ 1328 Alfons XI. (1311–1350), König von Kastilien (Haus Burgund-Ivrea)
              2. Afonso (* 1315; als Kind verstorben)
              3. Diniz (1317–1318)
              4. Peter I. (1320–1367); ⚭ (I) 1325 Blanca von Kastilien (1319–1375), Tochter von Peter (1290–1319), Prinzregent von Kastilien (Haus Burgund-Ivrea); ⚭ (II) 1339 Constança Manuel von Kastilien (1320–1349), Tochter von Juan Manuel (1282–1348), Prinz von Kastilien (Haus Burgund-Ivrea); ⚭ (III) 1354 Inês de Castro (1320–1355), Tochter von Pedro Fernandes de Castro (1290–1342), Herr von Lemos (Haus Castro)
                1. (II) Luís (*/† 1340)
                2. (II) Maria (1342–1367); ⚭ 1354 Ferdinand von Aragon, Markgraf von Tortosa
                3. (II) Ferdinand I. (* 31. Oktober 1345; † 22. Oktober 1383); ⚭ 1371 Leonore Teles de Menezes (um 1350–1386), Tochter von Martim Afonso Telo de Menezes († 1356)
                  1. (illegitim) Isabel (1364–1435)
                  2. Beatriz (1373–nach 1409); ⚭ 1383 Johann I. (1358–1390), König von Kastilien (Haus Trastámara)
                  3. Pedro (*/† 1380)
                  4. Afonso (*/† 1382)

                4. (III) Afonso, starb im Kindesalter
                5. (III) Beatriz (um 1347–1381); ⚭ 1373 Sancho Alfonso von Kastilien, Herr von Alburquerque (Haus Trastámara)
                6. (III) João (1349–1397), Herzog von Valencia de Campos; ⚭ (I) Maria Teles de Menezes, Tochter von Martim Afonso Telo de Menezes († 1356); ⚭ (II) Konstanze von Kastilien, Tochter von Heinrich II. (1334–1379), König von Kastilien (Haus Trastámara)
                  1. (illegitim) Afonso (um 1370–1442), Herr von Cascais und Lourinhã; ⚭ (I) 1388 Branca da Cunha das Reglas, Herrin von Cascais und Lourinhã; ⚭ (II) Maria de Vasconcelos, Herrin von Soalhães
                  2. (I) Ferdinand, Herr von Eça (* 1378)
                  3. (illegitim) Pedro da Guerra (* um 1380); ⚭ um 1410 Teresa Andeiro
                  4. (II) Maria Brites, Herrin von Valencia de Campos (* 1381), Gattin von Martin Vasquez da Cunha, Graf von Valencia de Campos
                  5. (II) Isabella Brites (* 1382), Gattin von Pedro Nunho, Graf von Cigales und Buelna
                  6. (II) Joana (* 1384), Gattin von Lope Vaz da Cunha, Herr von Buendía
                  7. (illegitim) Fernando da Guerra (um 1385 – nach 1410), Herr von Bragança; ⚭ um 1410 Leonor Coutinho

                7. (III) Diniz (1354–1397); ⚭ 1372 Johanna von Kastilien, Herrin von Cifuentes, illegitime Tochter von Heinrich II. (1334–1379), König von Kastilien (Haus Trastámara)
                8. (illegitim) Johann I. (1357–1433), König von Portugal (Nachfahren siehe Stammliste des Hauses Avis)

              5. Isabel (1324–1326)
              6. João (1326–1327)
              7. Leonor (1328–1348); ⚭ 1347 Peter IV. (1319–1387), König von Aragonien, König von Sardinien und Herzog von Athen und Neopatria (Haus Barcelona)

            7. (illegitim) Maria Afonso (1301–1320), Nonne im Kloster von Odivelas

          6. (II) Afonso, Herr von Portalegre (1263–1312)
          7. (II) Sancha (1264–1279)
          8. (II) Maria (1264–1284), Nonne
          9. (II) Constança (1266–1271)
          10. (II) Vicente (1268–1271)

        3. Leonor (1211–1231); ⚭ 1229 Waldemar (1209–1231), Herzog von Schleswig, (Mit-)König von Dänemark (Haus Estridsson)
        4. Fernando (1217–1246), Herr von Serpa; ⚭ Sancha Fernández de Lara, Tochter von Don Fernando Núñez de Lara (Haus Lara)
        5. Vicente (* 1219)

      6. Pedro (1187–1258), Graf von Urgell und König von Mallorca; ⚭ 1229 Aurembiaix († 1231), Tochter von Ermengol VIII. (1158–1209), Graf von Urgell (Haus Barcelona)
      7. Fernando (1188–1233), Graf von Flandern und Hennegau; ⚭ 1212 Johanna (1200–1244), Tochter von Balduin I. (1171–1205), Graf von Flandern und Hennegau, Kaiser des Lateinischen Reichs (Haus Flandern)
        1. Maria (1231–1235)

      8. Blanca (1192–1240), Herrin von Guadalajara
      9. Mafalda (um 1200–1257); ⚭ 1215 Heinrich I. (1204–1217), König von Kastilien (Haus Burgund-Ivrea)
      10. Berengaria (1194–1221); ⚭ 1213 Waldemar II. (1170–1241), König von Dänemark (Haus Estridsson)

    7. Teresa Matilda (1157–1218); ⚭ (I) 1159 Philipp I. († 1191), Graf von Flandern (Haus Châtenois); ⚭ (II) 1193 Odo III. (1166–1218), Herzog von Burgund (Älteres Haus Burgund)
    8. João
    9. Sancha